# Hoscheider Venn mit Quellgebieten des Dreiläger- und Schleebaches
Das Naturschutzgebiet Hoscheider Venn mit Quellgebieten des Dreiläger- und Schleebaches liegt im Gebiet von Roetgen und gehört geografisch zur Exklave Roetgen/Lammersdorf.

## Beschreibung

### Vennregenerationsflächen am Hoscheider Venn, und Potentielle Vennregenerationsflächen am Hoscheider Venn
Die früher hier stehenden Wälder wurden weitgehend geschlagen oder fielen einem Windbruch zum Opfer. Das Gebiet betrifft den Bereich zwischen Naturschutzgebiet Hoscheider Venn und Wollscheider Venn. Einige Flächen wurden mit Fichte wieder aufgeforstet. In den nicht aufgeforsteten Flächen dominiert Pfeifengras, vereinzelt Besen- und Glockenheide. Das östliche Gebiet wird der natürlichen Sukzession überlassen und weist nun großflächig Birken- und Fichtenbestände auf. Am Rand zum Wollscheider Venn liegen zwei verlandete stark vernäßte Pingos mit Wollgras und Schnabelseggenried. Auf ungenutzten Forstwegen hat sich Sparrige Binse und Englischer Ginster angesiedelt. Einige Entwässerungsgräben sollen noch angestaut werden. Das Gebiet sollte zur Ergänzung der bestehenden Venn Naturschutzgebiete weiter entwickelt werden, wobei eine stärkere Vernässung und eine Beseitigung der Verbuschung angestrebt ist.

### Eichen- und Birkenwald südöstlich von Roetgen an der Bundesstraße 258
In dem Gebiet sind Eichen mit ungefähr 100-jährigen Bäumen und auch Birkenwälder zu finden. In Fichtenforste gibt es an einigen Stelle Erlenbestände. Die Eichen haben sich aus einem Niederwald einwickelt, erkennbar ist das an der Mehrstämmigkeit. Die Krautschicht besteht überwiegend aus Adlerfarn, an kleinen Feuchtstellen dominiert Molinia. Ein kleiner Quellbereich ist rötlich gefärbt. Dammartige, wie die Umgebung bewachsene Gebilde, durchziehen in der westlichen Teilfläche den Wald. An mehreren Stellen sind größere Sphagnum-Polster vorhanden, lokal kommt ein Molinia-Betula-Wald vor, in der westlichen Teilfläche sind zwei verlandete Pingos mit Pfeifengras und Moorheidevegetation.

### Wollerscheider und Hoscheider Venn
Hier ist ein typischer Rest der Vennlandschaft zu finden, mit allen Biotoptypen des Hohen Venn, wie großflächige Hochmoorgesellschaften. Das Wollerscheider Venn fällt leicht nach Norden ab. Die Pingos sind mit extrem nährstoffarmen Wasser gefüllt und mit typischen Hochmoorgesellschaften bewachsen. Schmalblättrigem Wollgras, Moorlilie, lokal auch rundblättrigem Sonnentau, Krähenbeere und Weißes Schnabelried bildet geschlossene Bestände aus. In einer Moorbereich dominiert Fieberklee. An den leicht erhöhten Randzonen schließen Glockenheide Torfmoosbestaende, Zwergstrauchheiden mit Rauschbeere und ausgedehnte Pfeifengrasfeuchtheiden an. Auf den trockeneren Geländerücken zwischen den Pingos dominieren Pfeifengras-Feuchtheiden, mit eingestreuten Borstgrasrasen und Besenheidebeständen. An einigen Stelle beginnt der Bereich zu verbuschen mit Kiefernbeständen und größere Strauchbestände meist aus Moorbirke, Ohr- und Grauweide. direkt nach Westen anschließend ist das Hoscheider Venn. Das Kerngebiet ist ein stark degenerierter Feuchtheide-Hochmoorkomplex mit kleinflächig Torfmmospolstern. In einigen Pingos sind die charakteristischen Moorpflanzen wie Moosbeere und Wollgrad. Die Fichtenbestände sind mittlerweile beseitigt worden. Entlang der Landstraße 114 ist ein Moorbirkenwald. Das gesamte Gebiet besitzt aufgrund seiner sehr gut ausgebildeten, extrem gefährdeten Pflanzengesellschaften eine überragende ökologische Bedeutung.

## Schutzzweck

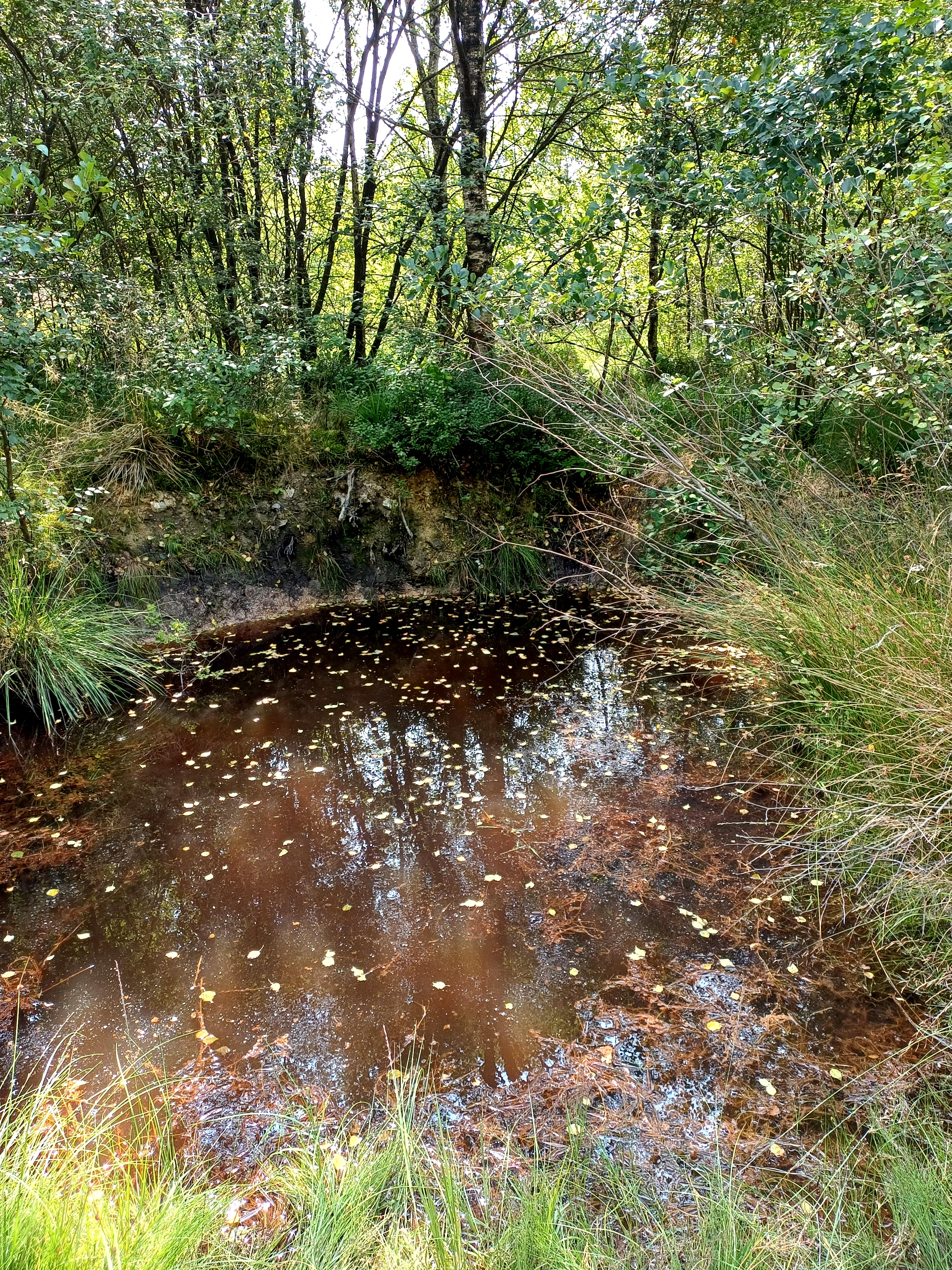
Moortümpel
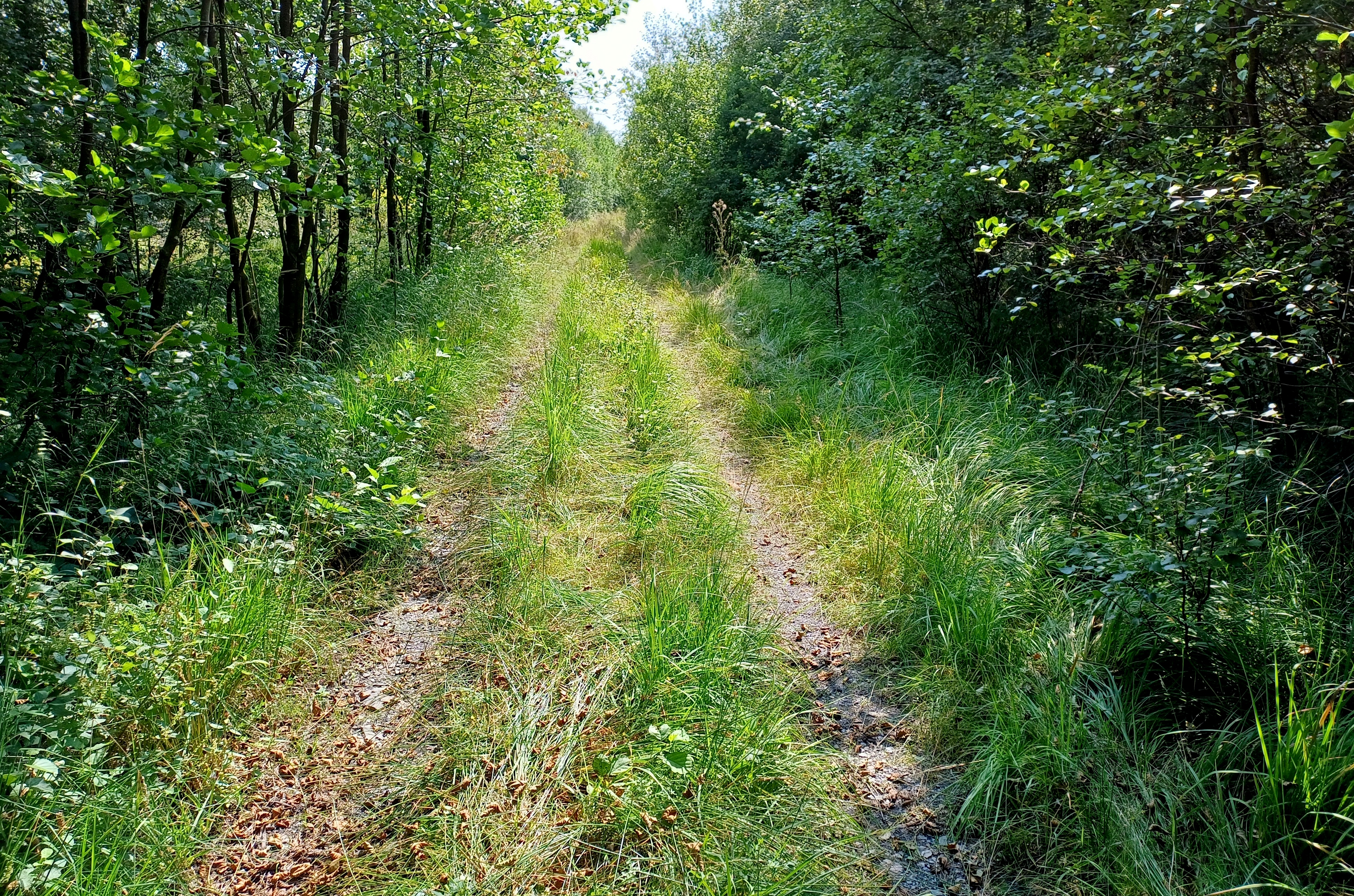
Waldweg

Geschützt werden sollen die Lebensräume für vieler nach der Roten Liste gefährdeten Pflanzen, Pilze und Tiere in NRW.
Die Ziele sind die Erhaltung und die Entwicklung folgender natürlicher Lebensräume gemäß Anhang I der FFH-Richtlinie:
- Moorwälder
- Feuchte Heidegebiete mit Glockenheide
- Übergangs- und Schwingrasenmoore

Diese zu schützenden Biotoptypen sind in diesem Gebiet anzutreffen: Nass- und Feuchtgrünland, Moore, Sümpfe, Moor- und Bruchwald, Zwergstrauchheide und Quellen.